# 法弗舍姆
法弗舍姆（英語：Faversham，/ˈfævərʃəm/）是英格蘭肯特郡的一個城市。法弗舍姆於2011年有人口19,316人。這裡自羅馬時代開始就有人居住。

## 友好城市
- 法國 阿兹布鲁克